# Bradysia luhi
Bradysia luhi är en tvåvingeart som beskrevs av Yang och Zhang 1985. Bradysia luhi ingår i släktet Bradysia och familjen sorgmyggor. Inga underarter finns listade i Catalogue of Life.